# TCDD DH11500 sorozat
A TCDD DH11500 sorozat dízel-hidraulikus erőátvitelű mozdonysorozat, melyet az  Esslingen, a Jung és a Maschinenbau Kiel gyártott 1962 és 1963 között.

## Történet
A DB V 100.10 sorozatot a Bundesbahn-Zentralamt München és a Maschinenbau Kiel tervezte 1956-ban a Deutsche Bundesbahn számára. A Deutsche Bundesbahn 1982. október 4-én tizenöt feleslegessé vált DB V100.10 mozdonyát kezdetben egy évre bérbe adta a Török Államvasutaknak (TCDD). Hét egység honállomásaként Halkalı, míg a többi nyolc İzmir-Halkapınar szolgált. A TCDD a mozdonyokat a Deutsche Bundesbahnhoz hasonlóan elsősorban könnyű terhelésű teher- és személyszállító vonatok elé sorolta be. 1985-ben mind a tizenöt mozdony a Halkalı főműhelybe került át, illetve a TCDD további V 100 mozdonyok beszerzéséről tárgyalt, azonban azok helyett végül új, a Krauss-Maffei által gyártott DE11000 típusú mozdonyokat vásárolt. 1985. augusztus 1-jén a TCDD az addig kölcsönzött V 100.10 mozdonyokból megvásárolt tizennégy példányt, melyek közül ötöt át is festettek a vállalat színsémájára. A nagy igénybevétel és a hanyag karbantartás miatt a legtöbb egység néhány év alatt működésképtelenné vált; utoljára valószínűleg 1999-ben üzemelt egy DH11500 egység, azóta az összes mozdony holléte ismeretlen.

## Mozdonylista
| TCDD DH11500 mozdonyok listája |             |           |              |                |                                        |
| Gyártási szám                  | Gyártás éve | Gyártó    | DB-pályaszám | TCDD-pályaszám | Megjegyzés                             |
| 13466                          | 1962        | Jung      | 211 339-7    | 211 339-7      | 1984-ben kiégett, 1986-ban selejtezték |
| 1000085                        | 1962        | MaK       | 211 067-4    | DH 11-501      | Holléte ismeretlen                     |
| 1000089                        | 1962        | MaK       | 211 071-6    | DH 11-502      | Holléte ismeretlen                     |
| 1000096                        | 1962        | MaK       | 211 078-1    | DH 11-503      | Holléte ismeretlen                     |
| 1000104                        | 1962        | MaK       | 211 086-4    | DH 11-504      | Holléte ismeretlen                     |
| 1000113                        | 1962        | MaK       | 211 095-5    | DH 11-505      | Holléte ismeretlen                     |
| 13464                          | 1962        | Jung      | 211 337-1    | DH 11-506      | Holléte ismeretlen                     |
| 13467                          | 1962        | Jung      | 211 340-5    | DH 11-507      | Holléte ismeretlen                     |
| 13469                          | 1962        | Jung      | 211 342-1    | DH 11-508      | Holléte ismeretlen                     |
| 13475                          | 1962        | Jung      | 211 348-8    | DH 11-509      | Holléte ismeretlen                     |
| 13478                          | 1963        | Jung      | 211 351-2    | DH 11-510      | Holléte ismeretlen                     |
| 13479                          | 1963        | Jung      | 211 352-0    | DH 11-511      | Holléte ismeretlen                     |
| 13480                          | 1963        | Jung      | 211 353-8    | DH 11-512      | Holléte ismeretlen                     |
| 5290                           | 1962        | Esslingen | 211 354-6    | DH 11-513      | Holléte ismeretlen                     |
| 5300                           | 1963        | Esslingen | 211 364-5    | DH 11-514      | Holléte ismeretlen                     |

## Fordítás
- Ez a szócikk részben vagy egészben  a   TCDD DH11500 című angol Wikipédia-szócikk ezen változatának fordításán alapul.  Az eredeti cikk szerkesztőit annak laptörténete sorolja fel. Ez a jelzés csupán a megfogalmazás eredetét és a szerzői jogokat jelzi, nem szolgál a cikkben szereplő információk forrásmegjelöléseként.